# De Hemelpaort
De Hemelpaort is een Limburgse serie (soap) op de Limburgse televisie. De 20 delen werden vanaf 22 februari 2007 wekelijks uitgezonden bij L1-TV. Sinds 1 augustus 2008 wordt de soap iedere werkdag uitgezonden bij de KRO op Nederland 2.

## Het verhaal
Het verhaal speelt zich af in het café de Hemelpaort, gelegen in het fictieve dorp Elsenrade. De opnames vonden plaats in Beek in Zuid-Limburg.

## Cast
| Acteur             | Rol              |
| ------------------ | ---------------- |
| Riny Jalhay        | Mia Beckers      |
| Harrie Huijs       | Sjeng Klinkers   |
| Mo'Jones           | Rick Beckers     |
| Serge Gulikers     | Sem Peeters      |
| Hans Kiggen        | Albert Schreurs  |
| Joris Niessen      | Roel Caanen      |
| Sander Salden      | Ralph Zenden     |
| Rianne Vleugels    | Joyce van Mulken |
| Michiel Hendriks   | Theo Smeets      |
| Willemijn van Daal | Kelly            |
| Joes Boonen        | Monique Klinkers |
| Robbert Munsters   | Milan Dohmen     |
| Misty Veugen       | Melanie Dohmen   |
| Roel Imfeld        | Giel Beckers     |
| Anique Pappers     | Fleur Klinkers   |
| Vivian Lataster    | Bianca Stassen   |
| Ingeborg Wieten    | Fiona Ramakers   |
| Walther Odekerken  | De Schele        |

## Limburgs
In de serie worden vele Limburgse dialecten gesproken. De acteurs komen bijna allemaal uit de provincie Limburg. Wim Kuipers verzorgde de vertaling van het scenario in het AGL, maar de acteurs spreken hun eigen dialect.
Daarnaast is er ook Limburgse muziek te horen (onder meer van Rowwen Hèze, met de titelsong). Verder zullen het Limburgs landschap en de Limburgse volksaard aan bod komen en kan de kijker kennismaken met typisch Limburgse gebruiken.

## Productie
De serie is geproduceerd door Johan Nijenhuis.